# Gonzalo Najar
Gonzalo Joaquín Najar es un ciclista profesional argentino nacido el 27 de noviembre de 1993 en Jujuy. Hasta el año 2018 corría para el equipo argentino de categoría Continental el Sindicato de Empleados Públicos de San Juan. 

## Historia
En el año 2018 logró su victoria más importante con la consecución de la general final y de una etapa de la Vuelta a San Juan. Sin embargo el 6 de mayo de 2018 se dio a conocer que el ciclista había dado positivo por CERA (EPO de tercera generación) durante la primera etapa de dicha vuelta. Por lo cual enfrenta una suspensión de cuatro años.

## Palmarés
2017
- Campeonato de Argentina en Ruta